# Rattus losea
Rattus losea е вид гризач от семейство Мишкови (Muridae). Видът не е застрашен от изчезване.

## Разпространение
Разпространен е във Виетнам, Камбоджа, Китай, Лаос, Малайзия, Провинции в КНР, Тайван и Тайланд.

## Описание
Теглото им е около 104,6 g.
Популацията на вида е нарастваща.